# Кларк (озеро)
Кларк  (англ. Lake Clark) — озеро в юго-западной части Аляски, США. Располагается в национальном парке «Лейк-Кларк».

## География
В границах национального парка находится несколько водоёмов, среди них озеро Кларк является самым большим. Оно имеет вытянутую форму — длина озера составляет 64 км, ширина — 8 км. Площадь поверхности — 370 км². На севере озера находится Аляскинский хребет, на юге — горы Чигмит (англ.  Chigmit). С северо-востока в озеро Кларк впадает река Tlikakila River. Вытекающая из него река Newhalen River впадает в озеро Илиамна.

## Фауна
Озеро Кларк считается важным нерестилищем нерки.

## Этимология названия
Коренные народы называли озеро «Kilchiq-vona». Впервые нанесено на российскую карту под названием Илима в 1801 году. Своё нынешнее название получило в честь Джона У. Кларка, являвшегося начальником торгового поста Нашагак в 1891 году.